# Chewa
I Chewa o Nyanja sono un gruppo etnico dell'Africa centro-meridionale, presenti in Malawi, Zambia, Mozambico e Tanzania. Parlano la lingua chichewa, lingua ufficiale del Malawi. Sono noti per le loro maschere e le società segrete rituali note come Nyau, e per la loro abilità nell'agricoltura. Sono divisi in due grandi clan, i Phiri e i Banda; i primi sono legati alla monarchia e all'aristocrazia, i secondi alle tradizioni dei guaritori e dei mistici.
Da un punto di vista culturale e storico, i Chewa sono molto vicini ai Tumbuka, agli Nsenga, ai Bemba e altre etnie della zona. Sono discendenti dell'antico impero africano dei Maravi e per lungo tempo sono stati soggetti all'influenza del popolo Ngoni (di origine Zulu).

## Società
Le donne svolgono un ruolo importante nella società Chewa, che è basata su una famiglia estesa in cui i beni e la proprietà della terra sono ereditati in via matrilinea. Lo stesso nome usato per indicare la famiglia, mbele, significa "discendenti dallo stesso seno". I fratelli della madre (detti nkhoswe) accudiscono ai suoi figli (mbumba) e hanno la responsabilità della loro cura e della loro educazione.
Tradizionalmente, i villaggi erano guidati da un capo (uomo o donna) detto Mfumu, una carica a cui chiunque poteva aspirare. I capi villaggio rispondevano a capi regionali (Mwini Dziko), a loro volta soggetti a un "capo assoluto". Queste relazioni di dipendenza si esprimevano in termini di pagamento di tributi e obbligo di fornire combattenti in caso di guerra. Oggi, la struttura della società Chewa va sfumando in seguito al rapporto con le strutture sociali, completamente diverse, importate dal colonialismo europeo. Tuttavia, ancora oggi esiste un "capo assoluto" dei Chewa, a cui rispondono regioni e villaggi appartenenti a diverse nazioni.

## Storia dei Chewa
L'origine dei Chewa non è certa. I Chewa sono originari del Malambo, nell'area di Luba (Zaire), regione da cui emigrarono in Zambia e poi nel Malawi. L'insediamento in questi luoghi avvenne in un periodo antecedente all'anno 1000 e fu associato a un periodo di scontri con altri popoli bantu. Alla fine, i Chewa si riunirono nella zona di Choma, nel nord del Malawi, vicino al confine con lo Zambia.
Il primo regno Chewa fu creato nel XV secolo e nel XVI si erano consolidati due sistemi di potere, uno controllato dal clan Banda a Mankhamba (vicino a Nthakataka), l'altro dal clan Phiri a Manthimba. Nel XVII secolo, fra il 1608 e il 1667, i Chewa entrarono in contatto con i primi esploratori e coloni portoghesi. 

Nel 1750 in Malawi esistevano molte dinastie ed i Chewa si distinguevano per il loro linguaggio, per gli speciali tatuaggi detti nembo e per il loro sistema di società segrete.

## Politica
Il "capo assoluto" dei Chewa governa su regioni che si trovano in Malawi, Zambia e Mozambico; attualmente è in carica il Capo Undi. Il primo presidente del Malawi, Hastings Kamuzu Banda, era un Chewa con antenati sia nel clan Phiri che in quello Banda. Fu sotto il suo governo che il chichewa divenne il linguaggio nazionale in Malawi.